# Blidegg
Blidegg ist eine Siedlung, eine ehemalige Burg, ein Schloss und ehemaliges niederes Gericht in der Gemeinde Zihlschlacht-Sitterdorf im Schweizer Kanton Thurgau.

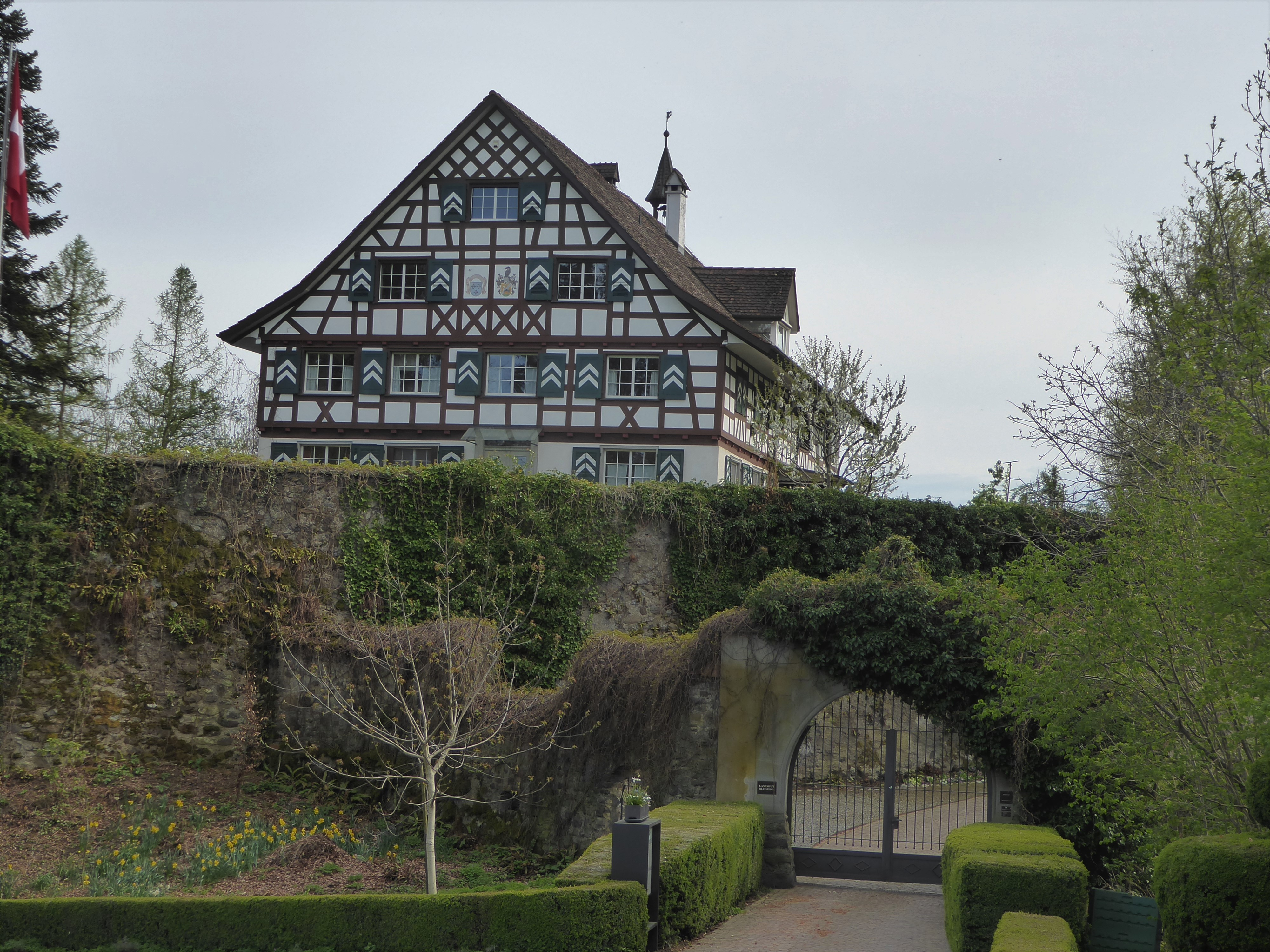
Schloss Blidegg

Die ab 1275 belegte Burg gilt als Stammburg der Freiherren von Blidegg und war wie die gleichnamige Gerichtsherrschaft bischöflich-konstanzisches Lehen. Das Kloster St. Gallen trat in Blidegg ebenfalls als Lehensherr auf und hatte vermutlich vom 16. Jahrhundert an das Huldigungs- und Mannschaftsrecht inne. Die Gerichtsherrschaft mit Blidegg, Degenau, Hüebli und Zihlschlacht gehörte spätestens ab 1379 den Ryff, auch Welter von Blidegg genannt, und ab 1561 den Freiherren von Hallwyl.
Nach konfessionellen Streitigkeiten wurde die Herrschaft 1736 geteilt. Während Zihlschlacht über die von Muralt 1769 an Zürich fiel, gelangte Blidegg über die Giel von Gielsberg 1758 an die Freiherren von Thurn. 1798 wurde die Herrschaft aufgehoben und das Schloss verkauft. Vermutlich um 1850 erfolgte die Abtragung des Turms. Das heute noch stehende Riegelgebäude stammt aus dem 17./18. Jahrhundert und wurde 1918 als Herrschaftshaus vollständig umgebaut.
Blidegg-Degenau ist im Inventar der schützenswerten Ortsbilder der Schweiz aufgeführt.